# کیوستی کالیو
کیوستی کالیو ( تلفظ فنلاندی: [ˈkyø̯sti ˈkɑlːio] ، 10 آوریل 1873 - 19 دسامبر 1940) یک سیاستمدار فنلاندی بود که به عنوان چهارمین رئیس جمهور فنلاند از سال 1937 تا 1940 خدمت کرد. ریاست جمهوری او شامل رهبری کشور در طول جنگ زمستانی بود . [ 2 ] در حالی که او پست فرماندهی کل را به کارل گوستاف امیل مانرهایم واگذار کرد ، به عنوان یک رهبر معنوی ایفای نقش کرد. پس از جنگ، او هم اولین رئیس‌جمهور فنلاند بود که استعفا داد و هم تنها رئیس‌جمهوری بود که در سمت خود جان باخت، در حالی که پس از ارائه استعفای خود در بازگشت به کشور بر اثر حمله قلبی جان خود را از دست داد.